# Średniowiecze Polskie i Powszechne
Średniowiecze Polskie i Powszechne – czasopismo naukowe wydawane w Katowicach od 2009 roku. Wydawcą jest Zakładu Historii Średniowiecza Instytutu Historii Uniwersytetu Śląskiego. Redaktorami są: Jerzy Sperka i Bożena Czwojdrak. W pismie publikowane są rozprawy, recenzje z zakresu mediewistyki. Artykuły publikowane są w języku polskim, angielskim, czeskim, rosyjskim i ukraińskim. Czasopismo stanowi kontynuację wcześniejszej serii pod tym samym tytułem, która ukazywała się w latach 1999-2007 (4 tomy). 